# Emmochliophis
Emmochliophis – rodzaj węży z podrodziny Dipsadinae w rodzinie połozowatych (Colubridae).

## Zasięg występowania
Rodzaj obejmuje gatunki występujące endemicznie w Ekwadorze. 

## Systematyka

### Etymologia
Emmochliophis: gr. εμμοχλιον emmokhlion „gniazdo do pręta”; οφις ophis, οφεως opheōs „wąż”.

### Podział systematyczny
Do rodzaju należą następujące gatunki: 
- Emmochliophis fugleri Fritts & H.M. Smith, 1969
- Emmochliophis miops (Boulenger, 1898)